# Бьёрн Тоурдарсон
Бьёрн Тоурдарсон (исл. Björn Þórðarson, 1879—1963) — премьер-министр Исландии с 16 декабря 1942 до 21 октября 1944 как независимый кандидат, формировал единственное правительство в истории Исландии, не имевшее парламентской поддержки.
В период его премьерского срока была провозглашена полная независимость Исландии как республики от Дании. Кабинет Тордарсона получил прозвище правительство Кока-Колы, поскольку активно продвигал в продажу Кока-Колу, тем более, что в тот период Исландия была оккупирована США из-за шедшей Второй мировой войны.